# Isarci

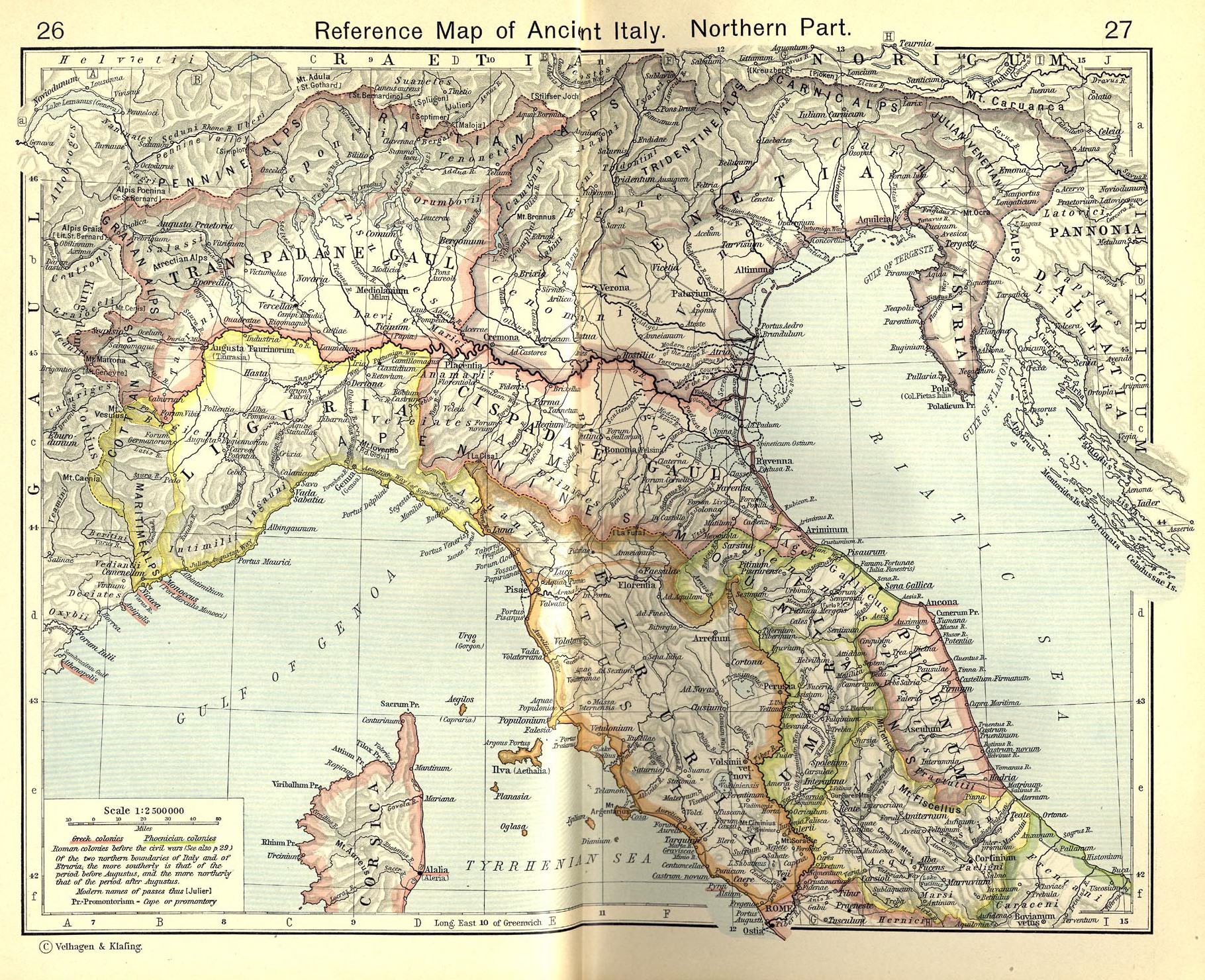
L'Italia centro-settentrionale secondo lHistorical Atlas con gli Isarci all'estremità nord-orientale della Venetia

Gli Isarci erano un antico popolo alpino stanziato nella  Val d'Isarco. Essi vennero sottomessi a Roma nel contesto delle campagne di conquista di Augusto della Rezia e dell'arco alpino, condotte dai suoi generali Druso maggiore e Tiberio, futuro imperatore, contro i popoli alpini tra il 16 e il 15 a.C.
Il nome degli Isarci è ricordato in quinta posizione nel Trofeo delle Alpi ("Tropaeum Alpium"), monumento romano eretto nel 7-6 a.C. per celebrare la sottomissione delle popolazioni alpine e situato presso la città francese di La Turbie:
(Trofeo delle Alpi, Iscrizione frontale)

### Fonti primarie
- Trofeo delle Alpi